# Флаг экологии

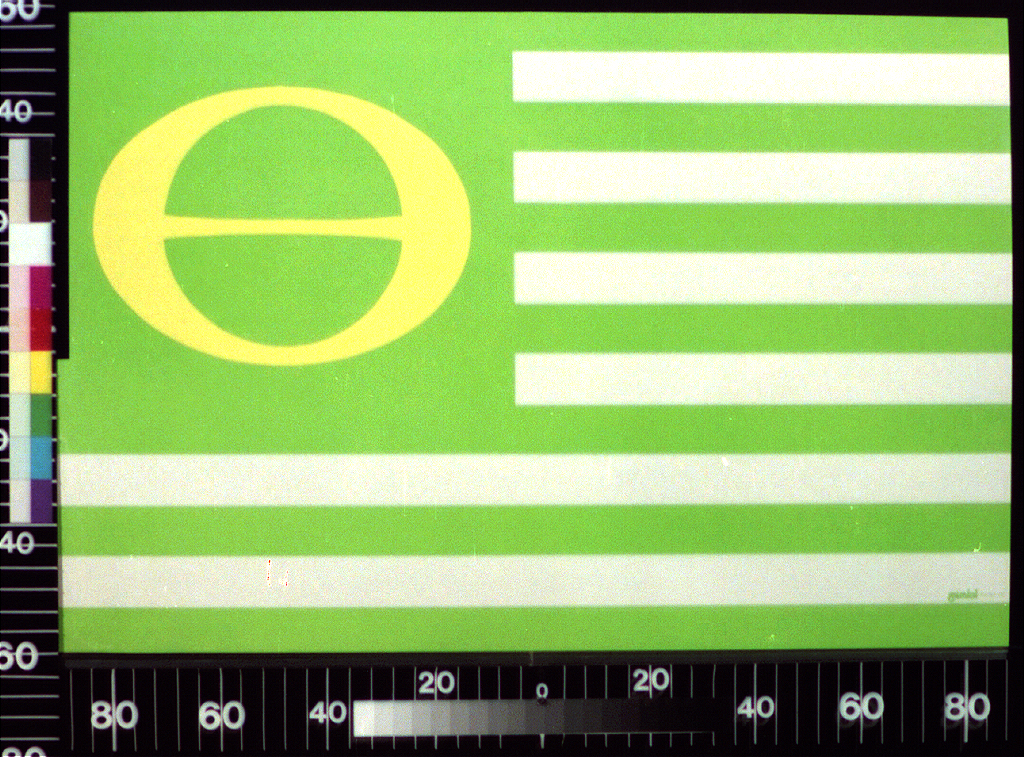
Плакат «Экологический флаг» из коллекции плакатов Yanker

Флаг экологии, экологический флаг (англ. Ecology Flag) — это культурный символ, использовавшийся в основном американскими энвайронменталистами в 1970-х годах. Это символ приверженности людей делу очищения окружающей среды.

## Описание
Рон Кобб создал экологический символ, который он опубликовал 25 октября 1969 года в Los Angeles Free Press, а затем поместил его в общественное достояние. Символ был образован путём взятия букв «е» и «о» из слов «окружающая среда» (environment) и «организм» (organism), и помещения их в суперпозицию, таким образом они образуют форму, напоминающую греческую букву Θ (тета).
Журнал Look включил этот символ в изображение флага в своём выпуске от 21 апреля 1970 года. Он широко популяризировал символ тета, который ассоциировался с греческим словом танатос (смерть) в свете человеческих угроз окружающей среде и атмосфере Земли. Флаг был создан по образцу флага Соединённых Штатов Америки и имел тринадцать полос, чередующихся зелёных и белых, причём зелёный цвет обозначал нетронутую землю, а белый — чистый воздух. Его крыж был зелёным с экологическим символом на месте звёзд на флаге Соединённых Штатов.

## История

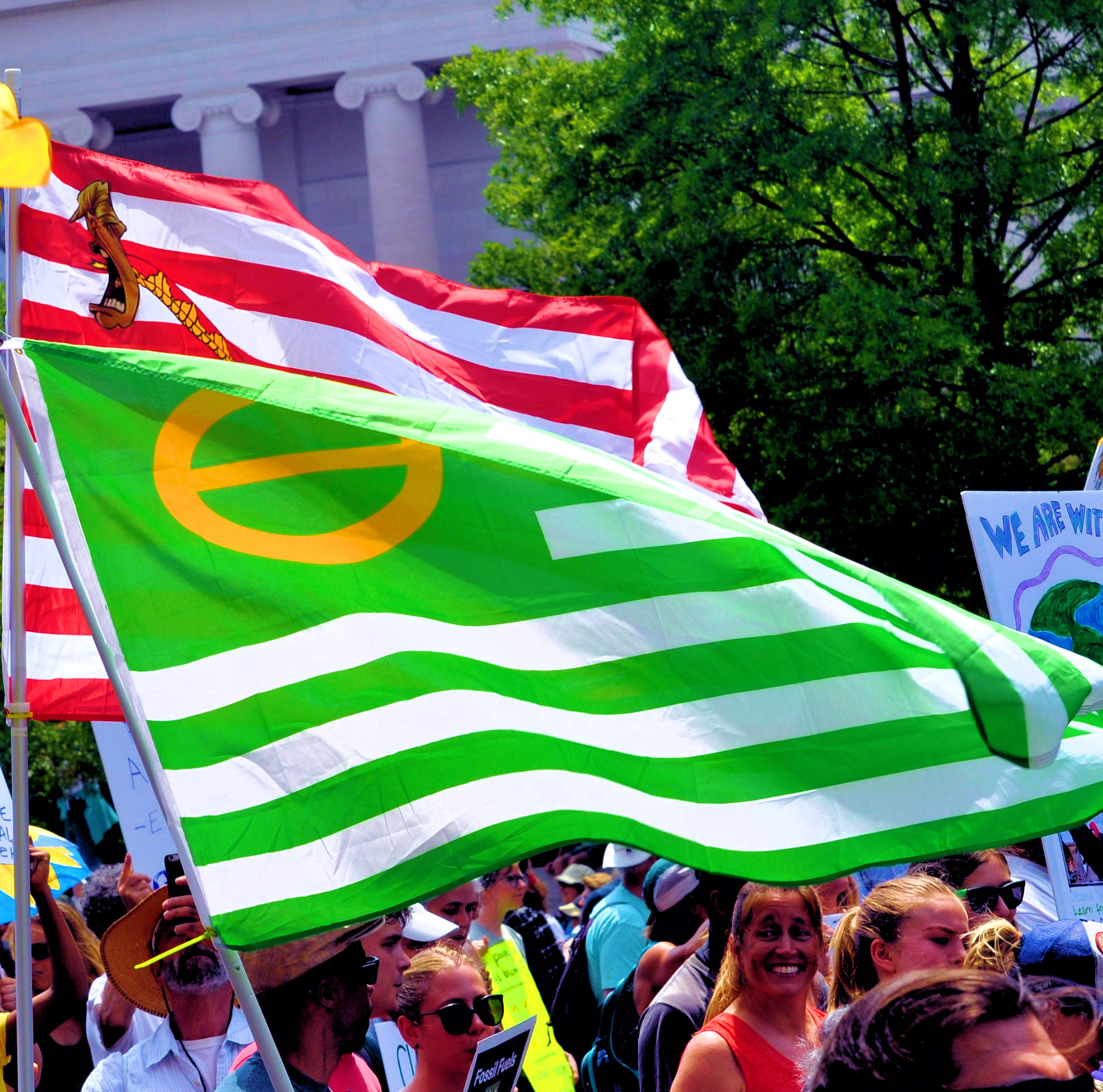
Экологический флаг на Климатическом марше 2017 года.

Экологические флаги появились в 1970-х годах во многих местах. Одно из самых ранних зарегистрированных появлений данного экологического флага было в 1970 году. Будучи 16-летней ученицей средней школы, Бетси Боуз, общественный деятель и защитница окружающей среды, сделала зелёно-белый экологический флаг «тета» размером 3 на 5 футов (0,91 м × 1,52 м) в ознаменование первого Дня Земли (тогда он назывался Днём экологии). Первоначально ей было отказано в разрешении вывесить флаг в средней школе CE Byrd в Шривпорте, штат Луизиана, Фогель вовремя запросил и получил разрешение от Законодательного собрания Луизианы и губернатора Луизианы Джона Маккейтена, чтобы вывесить флаг в День Земли.
Студенты колледжа Харпер в Палетайне, штат Иллинойс, заключили соглашение с администрацией о том, чтобы в 1971–1972 учебном году вывесить самодельный экологический флаг под флагом США. Флаг развевался над Военно-морской инженерно-строительной лабораторией в Порт-Уэнеме, Калифорния, в 1973 году и украшал фреску на здании в парке Миссисипи-Палисейдс в Иллинойсе в 1976 году.
Флаг продолжает использоваться как символ заботы о планете, в таком качестве появился, в частности, на Народном климатическом марше в 2017 году.